# Salamis
Salamis es un género de lepidópteros de la subfamilia  Nymphalinae, familia Nymphalidae que se encuentra en África.

## Especies
Tiene las siguientes:
- Salamis anteva (Ward, 1870)
- Salamis augustina Boisduval, 1833
- Salamis cacta (Fabricius, 1793) – Lilac Beauty
- Salamis citora (Doubleday, 1847)
- Salamis humbloti Turlin, 1994
- Salamis strandi (Röber, 1937)